# Jättelök
Jättelök (Allium giganteum) är en flerårig växtart i släktet lökar och familjen amaryllisväxter. Den beskrevs av Eduard August von Regel.

## Beskrivning
Jättelöken har upp till 150 centimeter höga blomstänglar, med 10–15 centimeter stora, violetta eller purpurfärgade blommor. Den blommar i juni–juli.

## Utbredning
Jättelöken växer vilt i nordöstra Iran och i Centralasien. Den odlas som trädgårdsväxt i andra delar av världen och förekommer även som snittblomma.

## Synonymer
Enligt Wikispecies:
- Allium procerum Trautv. ex Regel